# Aragoto

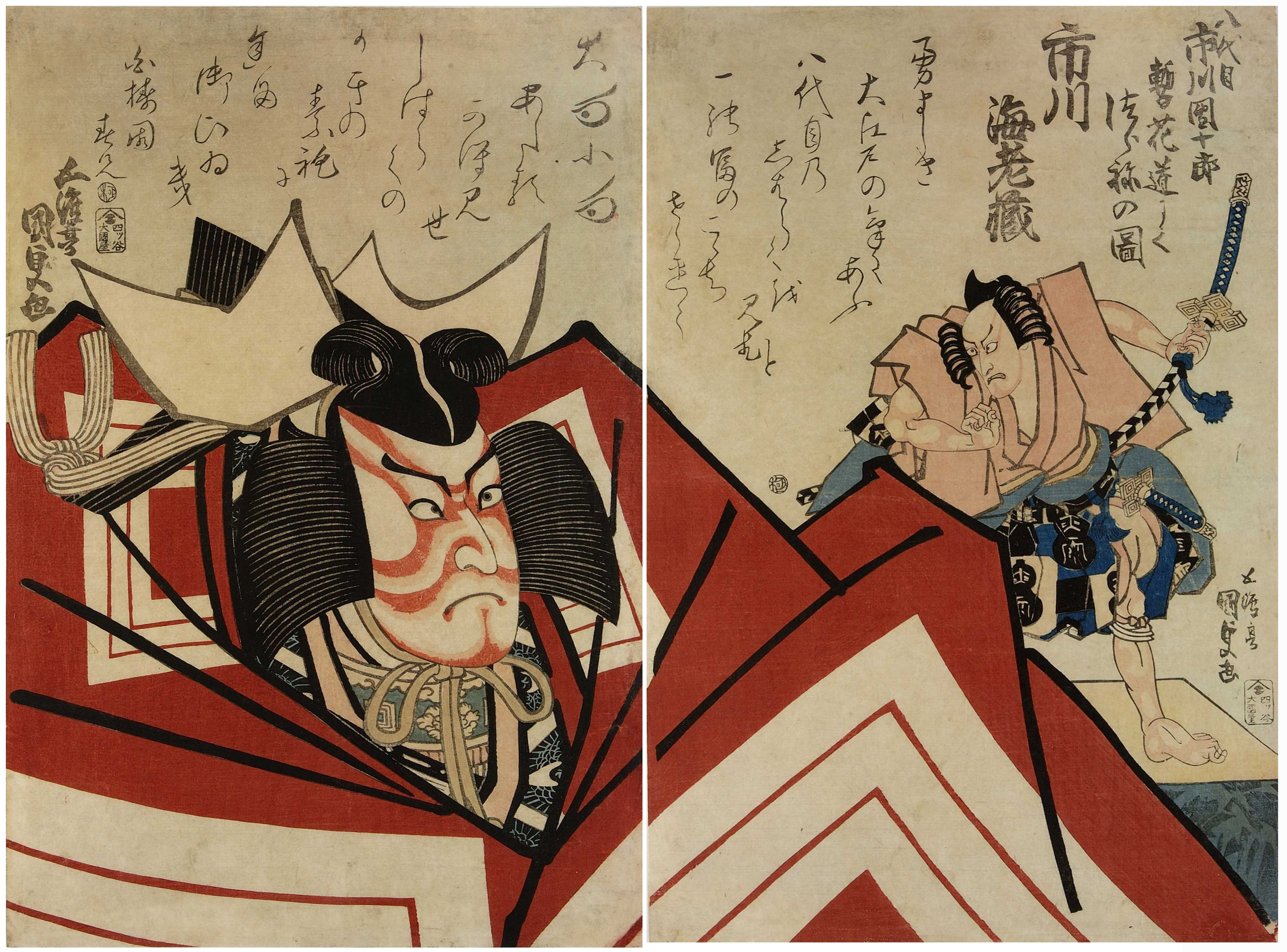
Ichikawa Danjūrō VIII como protagonista de Shibaraku. Grabado ukiyo-e de Utagawa Kunisada.

Aragoto (荒事), Aragoto significa estilo brusco, es un estilo de actuación kabuki en el que se utilizan  kata (formas o movimientos) y discursos exagerados y dinámicos. A menudo, los actores llevan maquillaje rojo o azul muy marcado (kumadori) y ropas guateadas y anchas. El término aragoto es una abreviación de aramushagoto, que literalmente significa estilo guerrero brusco.
Ichikawa Danjuro I, un actor de la región de Edo, instauró este estilo que acabaron tipificando sus sucesores. Papeles como los protagonistas de Sukeroku o de Shibaraku son especialmente representativos de dicho estilo. El aragoto contrasta con el wagoto o estilo suave, que surgió en la misma época y está centrado en una actuación más naturalista.